# 南大泉
南大泉（みなみおおいずみ）は、東京都練馬区の町名。現行行政地名は南大泉一丁目から南大泉六丁目。住居表示実施済み区域である。

## 地理
練馬区の西部に位置する。東部は白子川を境に東大泉、南部は石神井台・関町北、西部は西東京市富士町・中町・東町・下保谷、北部は西大泉とそれぞれ接している。北部を保谷街道が東西に横断している。保谷駅周辺などに商店が見られる他は、主に住宅地として利用されており、農地も見られる。

### 河川
白子川上流支流の廃河川新川の痕跡が存在する。

### 地価
住宅地の地価は、2025年（令和7年）1月1日の公示地価によれば、南大泉1-6-46の地点で34万1000円/m2、南大泉3-21-4の地点で36万3000円/m2、南大泉5-10-6の地点で35万7000円/m2となっている。

## 歴史

### 沿革
- 江戸時代は武蔵国新座郡小榑村の一部。
- 1889年（明治22年） - 町村制施行に伴い、埼玉県新座郡榑橋村の一部となる。
- 1891年（明治24年） - 榑橋村は東京府に編入され、東京府北豊島郡大泉村となる[6]。
- 1932年（昭和7年） - 東京府東京市板橋区成立にともない同区南大泉町となる[6]。
- 1947年（昭和22年） - 板橋区から練馬区が分区したことにともない、東京都練馬区南大泉町となる。
- 1981年（昭和56年） - 住居表示の実施により、南大泉町、西大泉町の一部が東京都練馬区南大泉一丁目から五丁目となる[7]。
- 1986年（昭和61年） - 住居表示の実施により、南大泉町の残余と、西大泉町の一部が東京都練馬区南大泉六丁目となる[8]。

### 町名の変遷
| 実施後       | 実施年月日   | 実施前（特記なければ各町の一部） |
| ------------ | ------------ | -------------------------------- |
| 南大泉一丁目 | 1981年8月1日 | 南大泉町                         |
| 南大泉二丁目 | 1981年8月1日 | 南大泉町                         |
| 南大泉三丁目 | 1981年8月1日 | 南大泉町                         |
| 南大泉四丁目 | 1981年8月1日 | 南大泉町                         |
| 南大泉五丁目 | 1981年8月1日 | 南大泉町、西大泉町               |
| 南大泉六丁目 | 1986年4月1日 | 西大泉町、南大泉町（全域）       |

## 世帯数と人口
2025年（令和7年）4月1日現在（練馬区発表）の世帯数と人口は以下の通りである。
| 丁目         | 世帯数     | 人口     |
| ------------ | ---------- | -------- |
| 南大泉一丁目 | 2,290世帯  | 4,895人  |
| 南大泉二丁目 | 1,969世帯  | 4,335人  |
| 南大泉三丁目 | 2,270世帯  | 4,742人  |
| 南大泉四丁目 | 3,221世帯  | 6,312人  |
| 南大泉五丁目 | 2,337世帯  | 4,599人  |
| 南大泉六丁目 | 866世帯    | 1,897人  |
| 計           | 12,953世帯 | 26,780人 |

### 人口の変遷
国勢調査による人口の推移。
| 年                 | 人口   |
| ------------------ | ------ |
| 1995年（平成7年）  | 23,245 |
| 2000年（平成12年） | 24,503 |
| 2005年（平成17年） | 25,372 |
| 2010年（平成22年） | 26,268 |
| 2015年（平成27年） | 26,573 |
| 2020年（令和2年）  | 26,805 |

### 世帯数の変遷
国勢調査による世帯数の推移。
| 年                 | 世帯数 |
| ------------------ | ------ |
| 1995年（平成7年）  | 8,854  |
| 2000年（平成12年） | 9,658  |
| 2005年（平成17年） | 10,253 |
| 2010年（平成22年） | 11,078 |
| 2015年（平成27年） | 11,223 |
| 2020年（令和2年）  | 11,971 |

## 学区
区立小・中学校に通う場合、学区は以下の通りとなる（2022年7月現在）。
| 丁目         | 番地 | 小学校                 | 中学校                 |
| ------------ | --- | ---------------------- | ---------------------- |
| 南大泉一丁目 | 23～52番 | 練馬区立大泉第二小学校 | 練馬区立大泉第二中学校 |
| 南大泉一丁目 | 1〜22番 | 練馬区立大泉第二小学校 | 練馬区立関中学校       |
| 南大泉二丁目 | 全域 | 練馬区立大泉第二小学校 | 練馬区立関中学校       |
| 南大泉三丁目 | 1～24番 | 練馬区立大泉第二小学校 | 練馬区立大泉第二中学校 |
| 南大泉三丁目 | 25〜31番 | 練馬区立大泉第六小学校 | 練馬区立大泉第二中学校 |
| 南大泉四丁目 | 8～21番 35～41番 46～55番 | 練馬区立大泉第六小学校 | 練馬区立大泉第二中学校 |
| 南大泉四丁目 | 1〜7番 22〜34番 42〜45番 | 練馬区立大泉第二小学校 | 練馬区立大泉第二中学校 |
| 南大泉五丁目 | 1番9〜22号 | 練馬区立大泉小学校     | 練馬区立大泉中学校     |
| 南大泉五丁目 | その他 | 練馬区立大泉第六小学校 | 練馬区立大泉中学校     |
| 南大泉六丁目 | 1〜2番 3番1〜13号、23〜26号 4番1〜12号、26〜27号 5番1〜2号 6番4〜14号 7〜9番 10番1〜20号 10番21号（旧南大泉町部分） 11番1〜7号、38号 16番（旧南大泉町部分） 17〜19番 20番1〜21号 21〜22番 | 練馬区立大泉第六小学校 | 練馬区立大泉中学校     |
| 南大泉六丁目 | その他 | 練馬区立大泉第四小学校 | 練馬区立大泉中学校     |

## 交通
旧早稲田通り（かつての所沢道）が南東から北西へ縦貫している。南部は富士街道（かつてのふじ大山道）、東京都道・埼玉県道234号前沢保谷線と接している。

### 鉄道
| 隣接街区の駅                                                                              |
| ----------------------------------------------------------------------------------------- |
| 西武池袋線 - 保谷駅(SI 12) 大泉学園駅(SI 11) 西武新宿線 - 東伏見駅(SS 15) 武蔵関駅(SS 14) |

鉄道は、地域の北部を西武池袋線が東西に横断し、西東京市にある保谷駅の一部が当地域にかかっている。この他、地域の東部は同線の大泉学園駅、地域の南部は西武新宿線の武蔵関駅、東伏見駅が利用可能な範囲にある。

## 事業所
2021年（令和3年）現在の経済センサス調査による事業所数と従業員数は以下の通りである。
| 丁目         | 事業所数  | 従業員数 |
| ------------ | --------- | -------- |
| 南大泉一丁目 | 103事業所 | 914人    |
| 南大泉二丁目 | 63事業所  | 371人    |
| 南大泉三丁目 | 135事業所 | 1,004人  |
| 南大泉四丁目 | 120事業所 | 744人    |
| 南大泉五丁目 | 123事業所 | 965人    |
| 南大泉六丁目 | 15事業所  | 85人     |
| 計           | 559事業所 | 4,083人  |

### 事業者数の変遷
経済センサスによる事業所数の推移。
| 年                 | 事業者数 |
| ------------------ | -------- |
| 2016年（平成28年） | 541      |
| 2021年（令和3年）  | 559      |

### 従業員数の変遷
経済センサスによる従業員数の推移。
| 年                 | 従業員数 |
| ------------------ | -------- |
| 2016年（平成28年） | 3,922    |
| 2021年（令和3年）  | 4,083    |

## 施設

### 一丁目
- 南大泉1郵便局
- 練馬区立南大泉図書館・青少年館

### 二丁目
- 区立南大泉地区区民館
- 最上稲荷
- 大泉富士幼稚園

### 三丁目
- 稲荷神社
- 三菱UFJ銀行保谷支店

### 四丁目
- 練馬区立大泉井頭公園
- 大泉第二小学校、南大泉交番
- ほうや幼稚園
- 保谷病院
- 大東京信用組合保谷支店

### 五丁目
- 妙福寺
- 三十番神社
- 練馬南大泉5郵便局
- 大泉第六小学校
- 練馬区大泉西出張所
- 南大泉保育園

### 六丁目
- 練馬区立大泉交通公園

## その他

### 日本郵便
- 郵便番号 : 178-0064[3]（集配局 : 大泉郵便局[18]）。